# HD33740
HD33740 — хімічно пекулярна зоря спектрального класу A0, що має видиму зоряну величину в смузі V приблизно  7,8.
Вона  розташована на відстані близько 368,5 світлових років від Сонця.